# Pustoryl Falconeriho
Pustoryl Falconeriho (Philadelphus x falconeri) je opadavý keř z čeledi hortenziovité. Je to kříženec neznámého původu, pěstovaný od 19. století. Vyznačuje se hvězdovitými květy se špičatými korunními lístky, uspořádanými v rozvolněných květenstvích. Jako okrasný keř je pěstován i v České republice.

## Popis
Pustoryl Falconeriho je opadavý keř dorůstající výšky 1 až 2,5 metru, řidčeji více. Větve jsou štíhlé a převislé, letorosty lysé. Borka je papírovitě odlupčivá. Listy jsou vejčité až vejčitě kopinaté, 3 až 8 cm dlouhé a 1 až 2,5 cm široké. Na bázi jsou zaokrouhlené až tupé, na vrcholu zašpičatělé, okraji oddáleně jemně zubaté (na kvetoucích větévkách téměř celokrajné). Na rubu jsou na žilnatině řídce chlupaté. Květy jsou čistě bílé, jednoduché, jemně vonné, 3 až 4 cm široké, hvězdovitého tvaru. Jsou uspořádané po 3, 5 nebo až po 22 v rozvolněných složených vrcholících, stopky spodních květů jsou prodloužené. Kalich je lysý. Korunní lístky jsou eliptické, na vrcholu špičaté, na vnitřní straně chlupaté. Češule je lysá. Tyčinky jsou sterilní. Čnělka je neobvykle dlouhá, v poupěti je složená. Tobolky jsou elipsoidní, s vytrvalým kalichem.

## Původ
Jedná se o křížence neznámého původu, který je znám pouze z kultury. Charles Sprague Sargent jej získal v roce 1881 z newyorské školky Parson's Nursery bez udání původu. Považoval jej za monstrózní formu pustorylu věncového. Dodnes není původ tohoto taxonu vyjasněn. Špičaté korunní lístky a charakter plodů upomínají na některé formy pustorylu Lewisova, tvar listů a typ květenství na pustoryl nevonný, chlupaté korunní lístky na Philadelphus mexicanus. Všechny zmíněné druhy jsou americké. V minulosti byl pustoryl Falconeriho nabízen pod názvy Philadelphus cordifolius nebo také P. insignis.

## Rozlišovací znaky
Pustoryl Falconeriho je význačný hvězdovitými květy se špičatými korunními lístky, které jsou u pustorylů neobvyklé.

## Význam
Tento pustoryl je pěstován jako okrasný keř. Je vysazován i v České republice. Okrasné kultivary nejsou uváděny. V rámci českých botanických zahrad je uváděn např. z Dendrologické zahrady v Průhonicích, Pražské botanické zahrady v Tróji či z Průhonického parku.